# Henry Boardman Conover

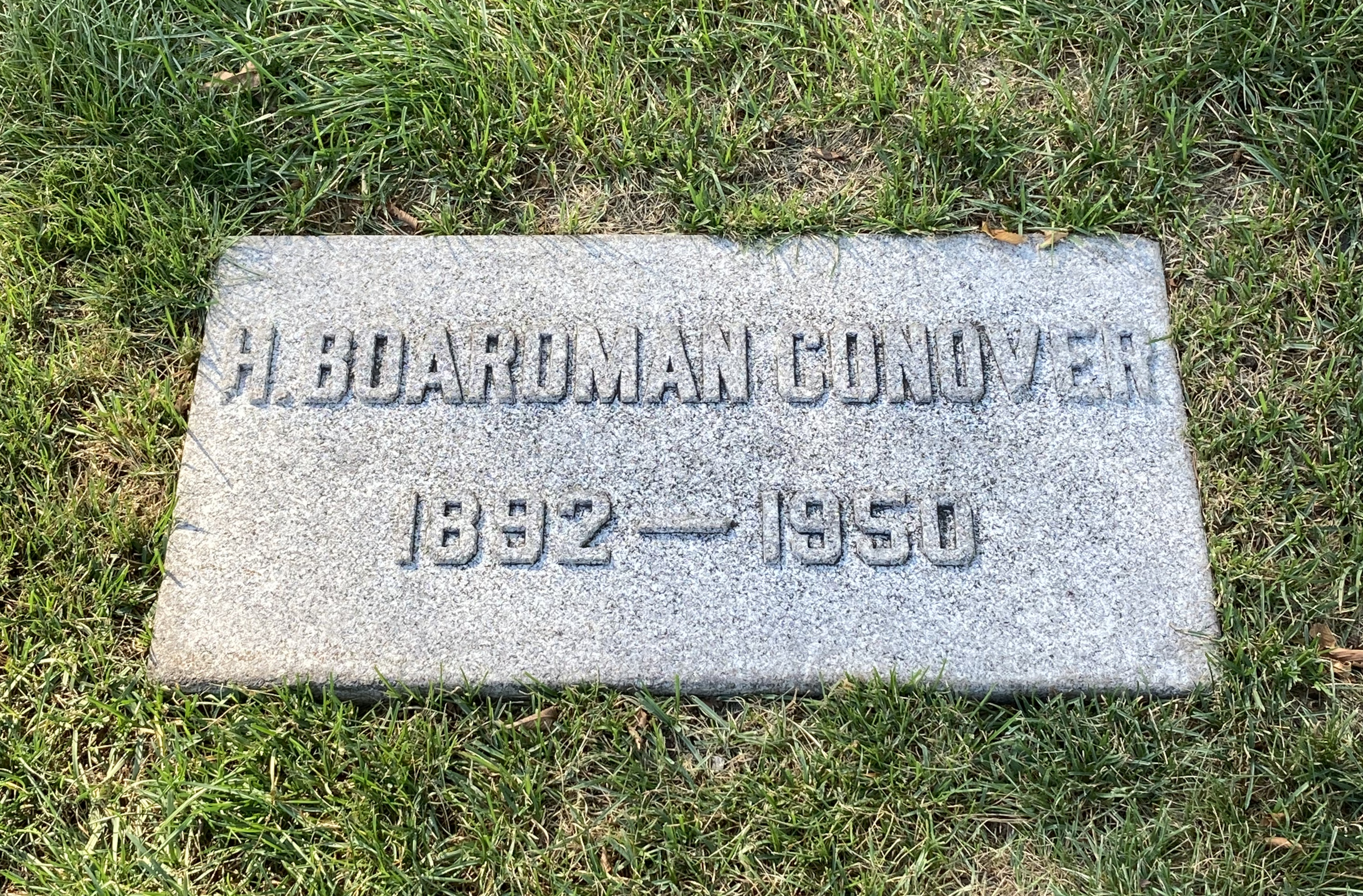
Grab von Henry Boardman Conover (1892–1950)

Henry Boardman Conover (* 19. Januar 1892 in Chicago; † 5. Mai 1950 ebenda) war ein US-amerikanischer Ingenieur, Militärangehöriger und Hobby-Ornithologe.

## Leben
Conover wurde 1892 als Sohn eines Großhändlers geboren. Er besuchte zunächst „The Hill School“, ein Internat, das auf ein Studium vorbereitet und studierte anschließend Ingenieurswesen an der SheffieldScientific School an der Yale University. Er verfolgte jedoch parallel dazu sein Interesse an Naturwissenschaften und sammelte unter Vogelbälge. Nach seinem Dienst im Ingenieurkorps der US-Armee und Tätigkeit für ein Industrieunternehmen gründete er ein eigenes Unternehmen für Metallguss. Er wurde sehr schnell zu einem Förderer des Chicagoer Field Museum of Natural History und unterstützte dieses Museum auch durch seine eigenen Forschungen im Bereich der Ornithologie. Er wurde 1940 in den Verwaltungsrat des Museums berufen.
In den Jahrzehnten zuvor hatte Conover an mehreren Expeditionen des Museums teilgenommen, darunter 1920 eine Expedition gemeinsam mit Wilfred Hudson Osgood nach Venezuela, 1922 eine weitere Expedition nach Südamerika, 1926 unternahm er eine eigene Expedition nach Ostafrika und begleitete auch eine Expedition der US-amerikanischen Regierung in die Beringsee. Er war außerdem Mitarbeiter an Carl Edward Hellmayrs The Catalogue of Birds of the Americas.
Conover hinterließ seine umfangreiche Sammlung an Vogelbälgen dem Field Museum. Der unverheiratete Conover starb 1950 in Chicago und wurde dort auf dem Graceland Friedhof beerdigt.

## Dedikationsnamen
Rodolphe Meyer de Schauensee und James Bond ehrten ihn 1943 im Namen der Tolimataube (Leptotila conoveri). Dwain Willard Warner und Byron Eugene Harrell nannten mit Dactylortyx thoracicus conoveri, eine Unterart der Singwachtel, nach ihm.

## Einzelbelege
1. 1 2  Henry Boardman Conover. (pdf) In: Obituary Record of Graduates of Yale University Deceased During the Year 1949-1950. 1950
2. ↑  Rodolphe Meyer de Schauensee u. a., S. 1–2.
3. ↑  Dwain Willard Warner u. a., S. 143.

| Personendaten    | Personendaten                 |
| ---------------- | ----------------------------- |
| NAME             | Conover, Henry Boardman       |
| KURZBESCHREIBUNG | US-amerikanischer Ornithologe |
| GEBURTSDATUM     | 19. Januar 1892               |
| GEBURTSORT       | Chicago                       |
| STERBEDATUM      | 5. Mai 1950                   |
| STERBEORT        | Chicago                       |